# Гощанська волость
Гощанська волость — історична адміністративно-територіальна одиниця Острозького повіту Волинської губернії Російської імперії. Волосний центр — містечко Гоща.

## Історія
На початку ХХ ст. до складу сусідньої Бугринської волості відійшли поселення Горбаків, Дорогобуж, Іллін, Мнишин та Томахів.

## Адміністративний устрій
Станом на 1885 рік складалася з 13 поселень, 11 сільських громад. Населення — 6 228 осіб (3021 чоловічої статі та 3207 — жіночої), 629 дворових господарств.
Основні поселення волості:
- Гоща — колишнє власницьке містечко при річці Горинь за 30 верст від повітового міста; волосне правління; 710 осіб, 99 дворів, православна церква, синагога, єврейський молитовний будинок, школа, поштова станція, гостинний двір.
- Горбаків — колишнє власницьке село при річці Горинь, 564 особи, 59 дворів, православна церква, постоялий будинок, вітряк.
- Дорогобуж — колишнє власницьке село при річці Горинь, 286 осіб, 35 дворів, православна церква, постоялий будинок.
- Іллін — колишнє власницьке село при річці Горинь, 208 осіб, 26 дворів, постоялий будинок, водяний млин, винокурний завод.
- Мнишин — колишнє власницьке село при річці Горинь, 473 особи, 77 дворів, православна церква.
- Росники — колишнє власницьке село при річці Горинь, 403 особи, 62 двори, православна церква, постоялий будинок, водяний млин, вітряк, винокурний завод.
- Симонів — колишнє власницьке село при річці Горинь, 1300 осіб, 143 двори, православна церква, постоялий будинок, 2 лавки.
- Томахів — колишнє власницьке село при річці Горинь, 492 особи, 54 двори, православна церква, постоялий будинок, водяний млин.
- Янівка — колишнє власницьке село при річці Горинь, 53 особи, 8 дворів, постоялий будинок, цегельний завод.

## Польський період
Після окупації Волині поляками волость називалася ґміна Гоща.
12 травня 1920 року Гощанську волость було передано зі складу Острозького повіту до Рівненського.
12 грудня 1933 р. внесено зміни у складі ґміни і передано:
- із ґміни Тучин — село і хутори Синів;
- із ґміни Бугринь — села Башине й Агатівка та ліси маєтку Бугринь на правому березі річки Горинь;
- з ліквідованої ґміни Майкув — села Дуліби, Жаврів, Глибочок, Борщівка, Майків, Пашуки і Лідавка та хутір Майків;
- до ґміни Мєндзижец — села Блудів і Бранів та колонії Блудів і Бранів[2].

Польською окупаційною владою на території ґміни велася державна програма будівництва польських колоній і заселення поляками. На 1936 рік ґміна складалася з 21 громади:
1. Башине — село: Башине;
2. Борщівка — колонія: Борщівка;
3. Чудниця — село: Чудниця;
4. Дуліби — село: Дуліби;
5. Глибочок — село: Глибочок;
6. Гоща — містечко: Гоща;
7. Гоща — село: Гоща, колонія: Гоща та селище: Янівка;
8. Красносілля — село: Красносілля;
9. Курозвани — село: Курозвани;
10. Лідавка — колонія: Лідавка;
11. Майків — село: Майків;
12. Осташівка — село: Осташівка;
13. Пашуки — село: Пашуки;
14. Русивель — село: Русивель, хутір: Русивель та військове селище: Гори;
15. Сапожин — села: Сапожин і Мар'янівка та хутір: Мар'янівка;
16. Синів — село: Синів;
17. Симонів — село: Симонів та селища: Агатівка і Франівка;
18. Терентіїв — село: Терентіїв;
19. Тудорів — село: Тудорів;
20. Витків — село: Витків;
21. Жаврів — село: Жаврів.

Після радянської анексії західноукраїнських земель ґміна ліквідована у зв'язку з утворенням Гощанського району.